# Kondenzační jádro
Kondenzační jádra jsou velmi drobné aerosolové částice v atmosféře Země, které mají vhodné fyzikální a chemické vlastnosti k přechodu vody z fáze plynné do fáze kapalné.
Pro kondenzaci vody ve vzduchu sice nejsou nezbytné, nicméně kdyby těchto kondenzačních jader nebylo, kondenzovala by voda až při přesycení až o několik stovek procent větším nežli je díky nim běžné, tedy kolem 100 % relativní vlhkosti.
Nejvýznamnějšími kondenzačními jádry jsou kapičky mořské vody, které se uvolňují z moří a oceánů. Proto také oděvy napuštěné solí snadno vlhnou. Přidáváním velice účinných kondenzačních jader můžeme například rozpouštět mlhu na letištích.

## Dělení kondenzačních jader
Kondenzační jádra jsou dělena podle velikosti, skupenství a chemických vlastností, elektrické povahy, fyzikálně-chemických vlastností a podle původu.
Podle velikosti:
- jádra Aitkenova r < 10−7 m
- jádra velká 10−7 m < r < 10−6 m
- jádra obří r > 10−6 m

Což je okolo 10−4 mm.
Podle skupenství:
- jádra kapalná
- jádra pevná

Podle chemických vlastností:
- nesmáčitelná – hygrofobní
- smáčitelná – hygroskopická
  - nerozpustitelná
  - rozpustná
  - roztoky solí
  - roztoky kyselin

Podle elektrické povahy:
- nabitá
- neutrální

Podle fyzikálně-chemických vlastností:
- přechodná
- trvalá

Podle původu:
- přirozené
  - bakteriální[1]
  - mořské – mořská sůl, metabolické produkty fytoplanktonu
  - prachové
  - vulkanické
- antropogenní
  - kouřové